# Saropogon gayi
Saropogon gayi là một loài ruồi trong họ Asilidae. Saropogon gayi được Macquart miêu tả năm 1838.